# 海底两万里
《海底两万里》（法語：Vingt mille lieues sous les mers），或譯為《海底歷險記》、《海底六萬里》，法国科幻小说家儒勒·凡尔纳的代表作之一，是一部出色的科幻小说。小说从1866年海面上怪兽出没，频频袭击各国海轮，使市民人心惶惶开始，到鹦鹉螺号被大西洋漩涡吞没为止，整部小说悬念迭出，环环相扣。
起先，它以连载的形式，从1869年3月20日到1870年6月20日在赫泽尔（Pierre-Jules Hetzel）创办的《教育和娱乐杂志》（Magasin d'Éducation et de Récréation）上与读者见面，包括Alphonse de Neuville 和Édouard Riou 所做的111幅插图。。《海底两万里》的上篇於1869年11月28日出版，下篇在1870年6月13日出版，初版卖了五万册。小说被认为是凡尔纳最佳作品之一，与《环游世界八十天》和《地心游记》齐名。小说中的鹦鹉螺号细致描述了潜水艇，而当时的潜水艇依然很原始。
小说是跨界续集，为《格兰特船长的儿女》、《海底两万里》和《神秘岛》三部曲中的第二部。

## 书名
《海底兩萬里》的里，並不是一般定義的「英里」（英語：Mile），它法文原文是，中文正式翻譯為「里格」（或称为“古海里”）。里格是古代歐洲國家慣用的長度標準之一，但卻沒有統一解釋，在不同國家公制中各有不同。這個距離單位在作者凡尔纳的家鄉法國，早已廢棄不用，即使在使用期間也缺乏標準（它分別代表過10,000、12,000、13,200、或者14,400法制呎，約莫3.25千米到4.68千米）。由於英制的「里格」等於3英里，所以也有人將本作名稱譯為《海底六萬里》。
20,000Lieue指的是在海下行進的距離，而不是深度，因為20,000Lieue超過地球直徑的六倍，並且幾乎是地球周長的兩倍。

## 故事梗概

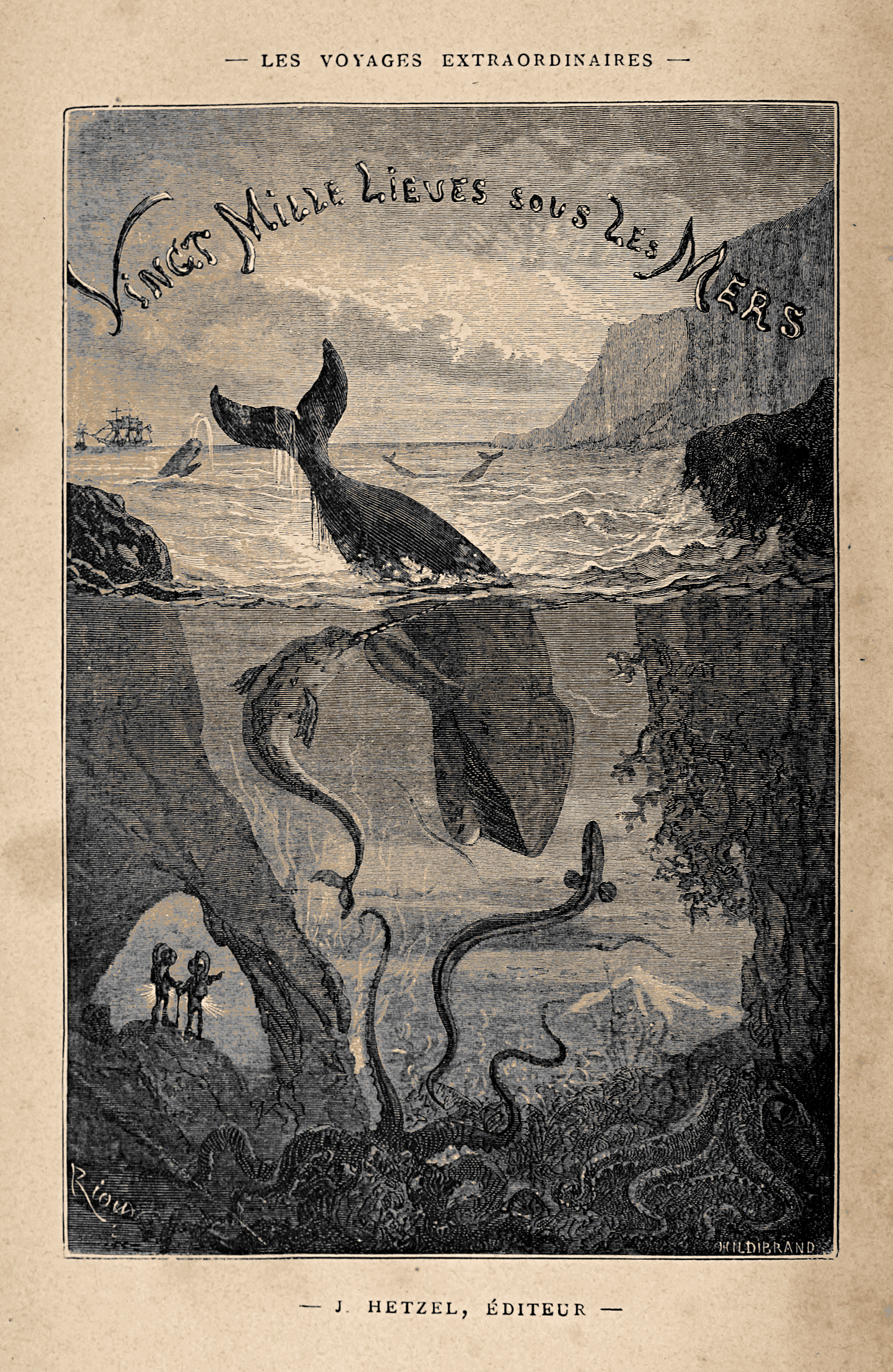
卷头插图，1871年

1866年，一些国家船只发现神秘海怪，猜测是巨型一角鲸。美国政府在纽约城召集探险队，寻找并刺杀海怪。叙述人皮埃尔·阿龙纳斯（Pierre Aronnax）教授是位法国海洋生物学家，当时恰好在纽约，搭上探险末班车。加拿大捕鲸人，鱼叉高手尼德·兰（Ned Land）和教授忠仆康赛尔（Conseil）也上了船。
探险从布鲁伦启程，乘美国海军护卫舰亚伯拉罕·林肯号向南经合恩角入太平洋。军舰在长期搜索后发现海怪，准备进攻，但船舵遭到反击。三名主人公跌入水中，惊奇发现海怪原来是艘潜水艇，远超当时技术水準。他们被俘，带入内舱，见到神秘的造船者、司令尼莫船长（Captain Nemo）。
主人公余下的故事都在潜水艇鹦鹉螺号里进行，它被秘密建造，如今摆脱了地上政府在海洋里自由翱翔。尼莫船长的动机既是出于科学探索的热忱，也是对人类文明的报复（自我流放）。尼莫解释道他的潜水艇是电力驱动，可以完成先进的海洋生物学研究。他因能与专家阿龙纳斯交流感到十分高兴，但为了保密，不让他们离开。阿龙纳斯和康赛尔对海底探险着迷，但尼德·兰只想逃走。
他们到访海洋各地，有的是真实存在，有的则是想象的。旅行者们看到了红海珊瑚、维哥湾海战遗骸、南极洲冰盖、跨大西洋电报线、以及想象中的亚特兰蒂斯。他们也使用潜水服和空气枪来捕猎鲨鱼及其它海鱼。鹦鹉螺号船上发生意外，导致一名水手丧生。大家为他举行海底葬礼。当鹦鹉螺号重返大西洋时，一群巨乌贼袭击并要了一名水手的命。
原来国内暴乱后尼莫家人遇难，以致船长通篇自我流放。在遇到章鱼后不久，尼莫对阿龙纳斯忽然变脸，躲躲闪闪。阿龙纳斯感到不对，开始倾向尼德·兰。末了，鹦鹉螺号遭到某国战舰攻击。尼莫船长愤怒，无视阿龙纳斯求情，誓言报复。阿龙纳斯认为尼莫是个厌世大魔王，后者还击，在吃水线下猛撞，将战舰撞入海底，阿龙纳斯惊恐地看着战舰坠入深渊。事后，尼莫在妻儿相片前伤感鞠躬。随后几天，主人公环境有所改变。潜水艇上似乎无人，鹦鹉螺号漫无目的航行。尼德·兰更加沮丧，让康赛伊担心，阿龙纳斯对尼莫的所作所为感到震惊，也惶惶不可终日。一天晚上，尼德·兰说逃跑的机会来了。虽然阿龙纳斯也想走，但镇定住要看尼莫最后一眼。但他自己心里清楚，便没有去面对面。在逃跑前，阿龙纳斯偷看尼莫最后一眼，听见他说：“万能的上帝啊！够了！够啦！”阿龙纳斯立即回到朋友身边，准备逃离。当他们解开救生艇时，发现鹦鹉螺号正在游向大漩涡（Moskenstraumen）。一行人逃生及时，来到挪威海岸附近的小岛上，鹦鹉螺号命运未知。

## 主题和隱喻

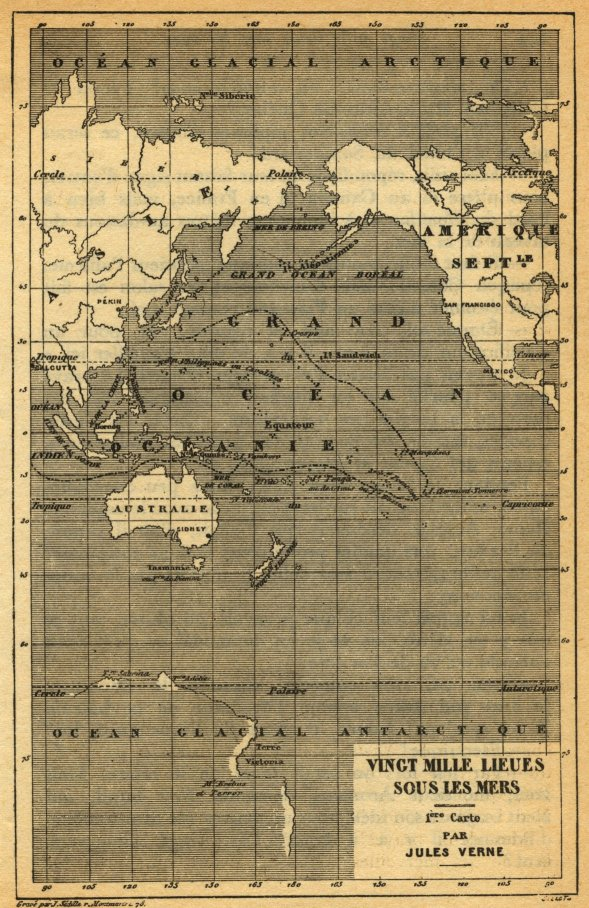
鹦鹉螺号太平洋航线

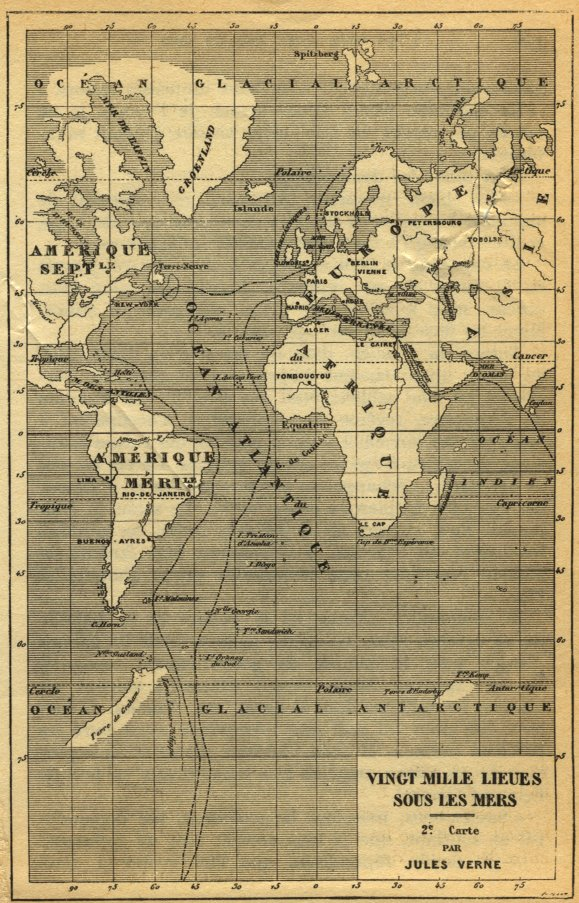
鹦鹉螺号大西洋航线

尼莫船长的名字暗示古希腊荷马史诗《奥德赛》。在《奥德赛》中，流浪的奥德修斯遇到独眼巨人波吕斐摩斯。波吕斐摩斯问他名字，奥德修斯回答称“ουτις”，意思是“无人”或“无名小卒”。“奥德赛”在拉丁语的翻译在此处化名为“尼莫”（Nemo），后者在拉丁语也翻译为“无人”或“无名小卒”。类似尼莫，奥德修斯也必须在海上流浪（达10年之久），深受船员遇难的困扰。
儒勒·凡尔纳也多次提及马修·方丹·莫里中校，称其为“莫里船长”。现实中的莫里是位海洋学家，探索风向、海洋、洋流，在海底搜集样本，绘制地图。凡尔纳应该知道莫里在国际上的名声，或许知道莫里在法国的先祖。
提到的其他法国人有著名的探险家拉佩魯茲伯爵，伯爵在环球航行时失踪；探险家儒勒·迪蒙·迪维尔，他发现了拉佩魯茲伯爵舰船遗骸；苏伊士运河建造者斐迪南·德·雷赛布，他也是伯爵探险队唯一幸存者的侄儿。鹦鹉螺号似乎追随他们的脚步：潜水艇到达伯爵失事海域；与迪维尔航船（Astrolabe）类似，行至南极水域时受困。潜水艇经红海地下隧道进入地中海。
小说最著名的是与大章鱼战斗，以船员打开舱门，大章鱼抓住一人开始。当触角抓住他拖他走时，他用法语高呼“救命！”在随后一章开始，阿龙纳斯就战斗称：“要描绘如此场景，得要我们最著名的诗人，《海上劳工》的作者维克多·雨果才行。”《海上劳工》也有一章是工人与巨型章鱼作战，章鱼则象征工业革命。凡尔纳大概是做了借用，用以指代1848年革命，第一位法国人必须反抗“怪物”，并成为第一位倒下的人。
在故事某部分，尼莫船长被描绘为世界上为劣势者和受压迫者作战的战士。在一段落中，尼莫船长据说为希腊反抗奥斯曼帝国的克里特起义提供帮助，阿龙纳斯明白他并非完全躲在鹦鹉螺号与世隔绝。在另一段落当中，尼莫同情贫穷的印度采珠人，他必须在没有潜水服的情况下深入海底采集珍珠，受水压的积累伤害注定早逝。尼莫在水下赠与他一包珍珠，比他一年的辛劳还要贵重。尼莫称采珠人是不列颠印度殖民地的居民，“是受压迫国家的人”。

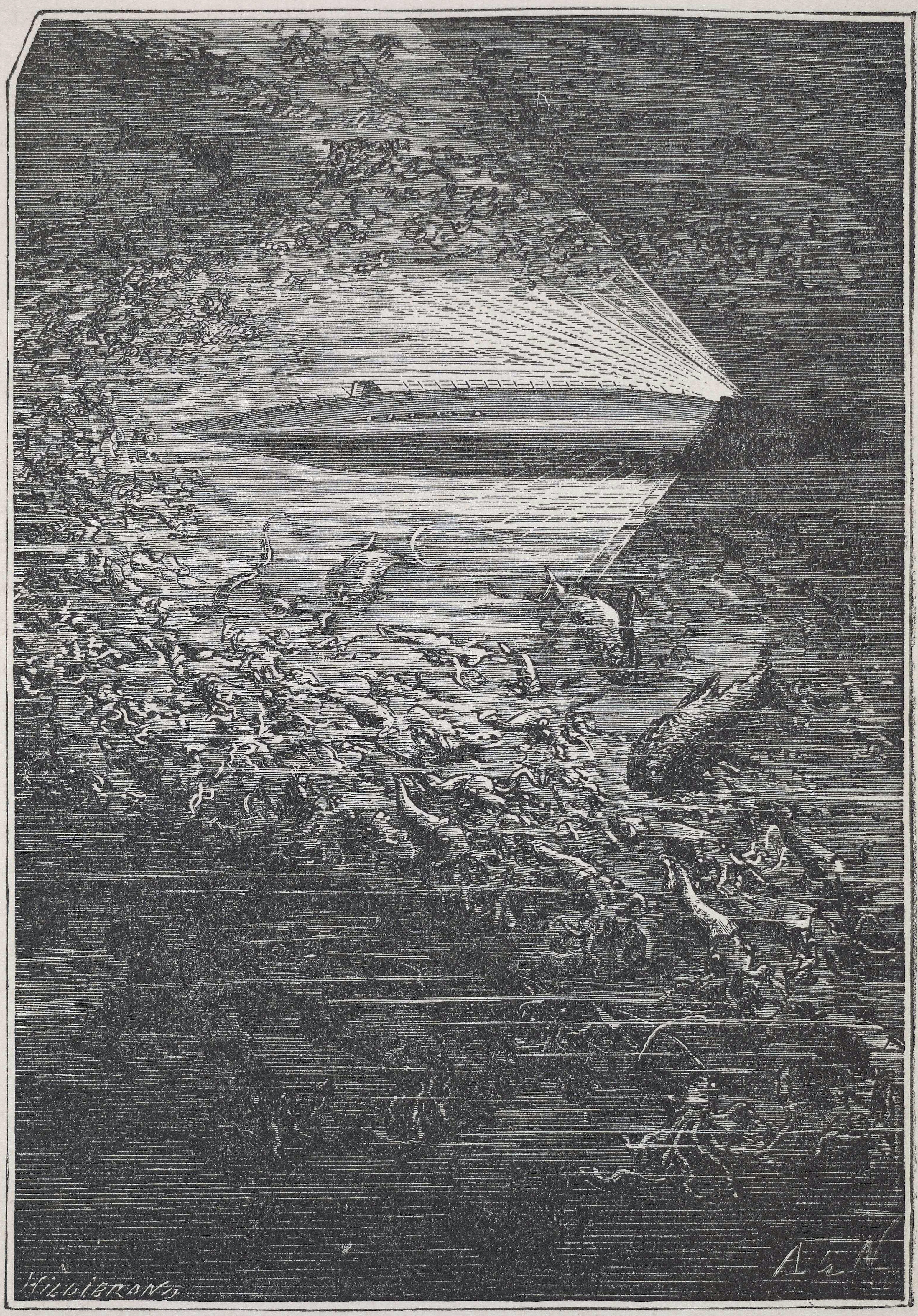
儒勒·凡尔纳想象的鹦鹉螺号

1800年，罗伯特·富尔顿建起潜水艇鹦鹉螺号，并成功造出第一艘商用蒸汽船，凡尔纳在小说中借用这个名字。富尔顿的潜水艇因有风帆而用船蛸命名。写小说之前的三年间，凡尔纳在1867年世博会上研究了法国海军新开发的潜水艇潜水者号（Plongeur），对小说中的鹦鹉螺号也产生了影响。
鹦鹉螺号潜水员所用的呼吸设备类似1865年貝努瓦·魯凱羅爾和奧居斯特·德內魯茲设计的呼吸器。他们设计的呼吸设备是后背潜水气瓶，使用呼吸调节器输出。潜水员在海底行走而非游泳。设备被称为空气携带器（aérophore）。当时气压只能存30个大气压，潜水员得从水面吸气；气瓶只是应急用。小说中魯凱羅爾设备在没有外部供应情况下能用6到8小时是极度夸张的。
更加宏大的政治见解也化身为尼莫船长，在当时这是相当革命的，虽然提的不多，但很重要。在后续作品《神秘岛》中，尼莫船长成为穆斯林迈索尔王国蒂普苏丹的后人，蒂普苏丹反抗不列颠东印度公司的扩张主义。在1857年印度民族起义被镇压，家人被不列颠屠杀后，尼莫潜入海底。这个更改是应凡尔纳出版商皮埃尔-儒勒·赫泽尔要求做的。赫泽尔在很多重要环节都要求更改。在原文中，神秘的船长是位什拉赫塔人，1863年波兰爆发一月起义，家人遭到俄国人屠杀，船长因此反抗。法国当时与俄罗斯帝国结盟，为回避政治冲突，尼莫的愤怒转而撒到法国的老对头大英帝国身上。阿龙纳斯教授没有怀疑尼莫的身世，凡尔纳后续故事则给出解释。最初，小说描绘的是领导柯斯丘什科起义的波兰国家英雄塔德乌什·柯斯丘什科，拉丁语铭文：“波兰告终！”（Finis Poloniae）
玛格丽特·德拉布尔（Margaret Drabble）认为《海底两万里》预见到环保运动，对法国先锋派产生影响。

## 在其它书中反复出现的主题
- 《神秘岛》是该故事的续集，并总结了之前的《格兰特船长的儿女》。《神秘岛》似乎给了尼莫（达卡王子）身世的更多信息，但在时间上与前两部自相矛盾，甚至在《神秘岛》一书中难以自圆其说。
- 在很久之后的小说《迎面三色旗》（Face au drapeau）中凡尔纳回到了无法无天的潜水艇船长的主题。书中的大恶人盖尔·卡拉日（Ker Karraje）是个肆无忌惮、极端利己的海盗，和尼莫的可取之处大相径庭。尼莫也能大打出手，但依然存留高尚品质。
- 和尼莫一样，盖尔·卡拉日也“招待”了意外的法国客人。但与尼莫躲躲闪闪不同，卡拉日无法无天的结局必然是国际力量联手出击，俘虏起义。虽然小说发行翻译甚多，但从未达到《海底两万里》的高度。
- 更加类似原始尼莫的是《征服者罗比尔》（Robur-le-Conquérant）中的罗比尔，但角色不太出众。罗比尔是个黑心嚣张的歹徒，驾驶飞机而非潜水艇，日后被翻拍为《大地之王》（Master of the World，1961年）。

## 另見
- 《海底兩萬里》：1916年上映電影
- 《海底兩萬里》：1954年上映電影
- 《冒險少女娜汀亞》：以小說為藍本的1990年日本動畫系列
- 《鸚鵡螺號》：小說改編2024年英國電視劇